# حقوق الإنسان في كوستاريكا
حقوق الإنسان في كوستاريكا هي واحدة من أفضل الدول في أمريكا اللاتينية في مجال دعم حقوق الإنسان. وقد شاركت في إنشاء معايير الحقوق الدولية. لقد وقعت كوستاريكا على العديد من المعاهدات الدولية المتعلقة بالحقوق، وصادقت عليها، بما في ذلك إعلان الأمم المتحدة لحقوق الإنسان لعام 1948. حصلت كوستاريكا على تصنيف أعلى من المتوسط العالمي في مجال حقوق الإنسان، وحققت أعلى التصنيفات العالمية. ويبلغ معدل الفقر فيها 18.6%، وهو أحد أدنى المعدلات في مناطق أمريكا اللاتينية. تنبع حقوق الإنسان في كوستاريكا بشكل أساسي من الإعلان العالمي لحقوق الإنسان، والدستور الكوستاريكي، ونظام حقوق الإنسان للبلدان الأمريكية.
إن حقوق المرأة والطفل واللاجئين محفوظة في كوستاريكا. لقد تحسنت حقوق المثليين جنسياً بشكل كبير خلال السنوات الأخيرة، على سبيل المثال مع تقنين زواج المثليين في عام 2020.